# Iszczołna

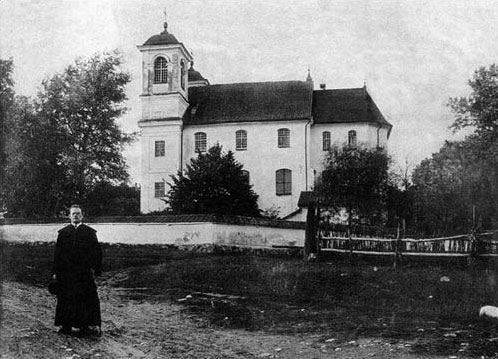
Kościół przed 1917 rokiem

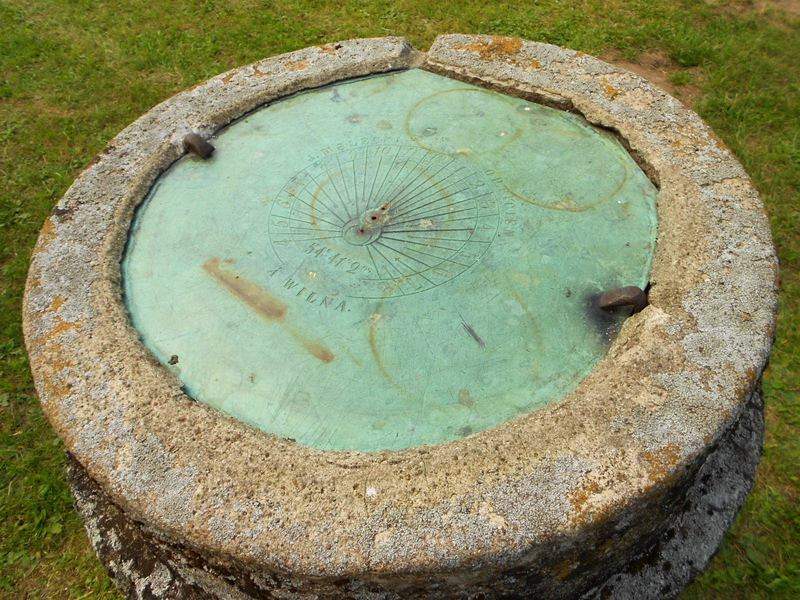
Cyferblat zegara słonecznego, 2013

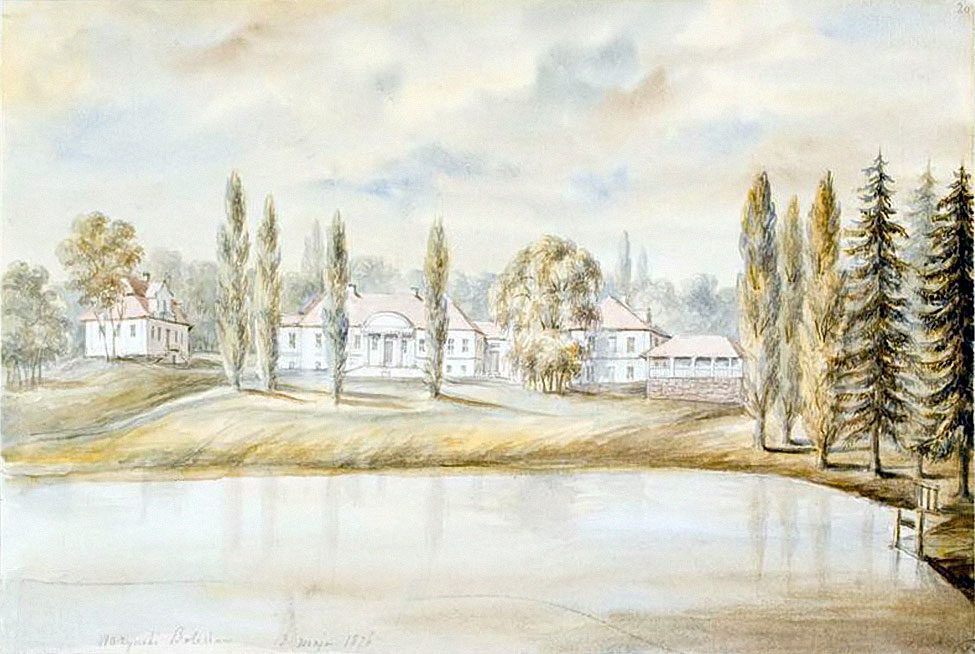
Zabudowania dworskie na rysunku Napoleona Ordy z 1876 roku

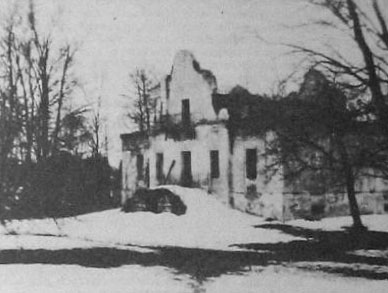
Skarbiec, po 1914 roku

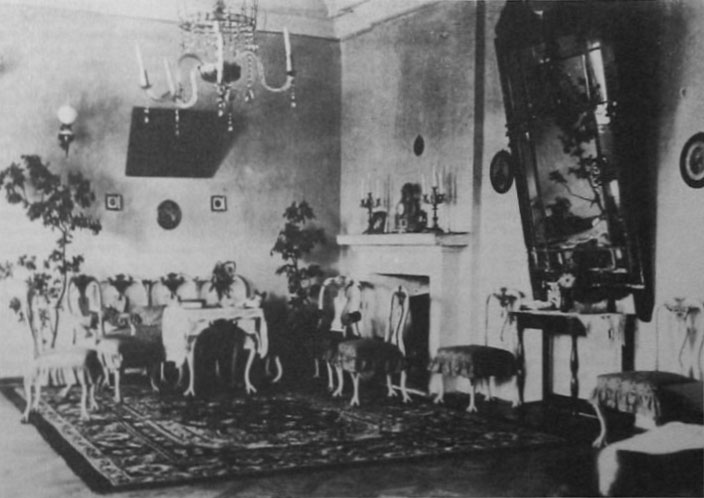
Wnętrza dworu przed 1939 rokiem

Iszczołna (biał. Ішчална; ros. Ищелно) – wieś na Białorusi, w rejonie szczuczyńskim obwodu grodzieńskiego, około 11 km na północny wschód od Szczuczyna.

## Historia
W 1505 roku dobra koronne Jagiellonów „puszcza Iszczołniańska i Szczuczyńska” zostały nadane Jakubowi Dowoynie herbu Zaremba podskarbiemu wielkiemu litewskiemu. W 1514 roku Andrzej Dowoyna wybudował w Iszczołnie pierwszy drewniany kościół. W 1515 roku przekazał swój majątek Limontom herbu własnego. W 1616 roku na mocy działu majątku puszcza Iszczołniańska przypadła Janowi Limontowi. Kilkanaście lat później dobra te były własnością książąt Sołomereckich. Po bezpotomnej śmierci Jana Władysława Sołomereckiego, marszałka pińskiego w 1641 roku, majątek sprzedano w 1644 roku Janowi Połupięcie lub Podbipięcie herbu Zerwikaptur, wojskiemu mścisławskiemu. Jan Połupięta przed swą śmiercią w 1667 roku zapisał prawie cały swój majątek klasztorowi karmelitów trzewiczkowych w niedalekim Żołudku. Po procesie sądowym wytoczonym klasztorowi przez spadkobierców Jana testament unieważniono, po czym dobra iszczołniańskie nabyła ks. Eugenia Wiśniowiecka, a już w 1676 roku ich właścicielem był Frąckiewicz-Radzimiński herbu Brodzic. W 1694 roku drogą spadku Iszczołna weszła do majątku Skarbka-Ważyńskiego herbu Abdank, starosty tyrkszlewskiego. Jego córka wyszła w 1701 roku za Jana Wahla (Wala), starostę fraumburskiego, wnosząc mu majątek w posagu. Jan Wahl wzniósł tu w 1740 roku barokowy dwór, a jego syn, Józef ufundował tu barokowy kościół parafialny ukończony w 1758 roku. Ostatni męski przedstawiciel rodu Wahlów, Józef Wahl, nie mając dzieci, zapisał majątek swojej żonie Agnieszce z Szukiewiczów, która przed swą śmiercią pod koniec XVIII wieku zapisała go swej młodszej siostrze Eleonorze Szukiewicz, która wyszła za Karola Laskowicza herbu Korab, sędziemu lidzkiemu. Ich córka, Franciszka Laskowicz wyszła w 1820 roku za Antoniego Skarbek-Ważyńskiego z pobliskiego Hołdowa. Antoni i Franciszka mieli syna Bolesława, żonatego z Marią Grabowską z pobliskiego Możejkowa Wielkiego. Bolesław i Maria mieli czworo dzieci, wszystkie zmarły bezpotomnie. Na mocy orzeczenia sądowego majątek wrócił do Laskowiczów. W 1921 roku właścicielami byli Józef, Stanisław i Julian Laskowiczowie. Majątek został znacząco okrojony na rzecz pozostałych spadkobierców, reformy rolnej i osadnictwa wojskowego. W 1924 roku właścicielem 3200 ha ziemi majątku Iszczołna był Józef Laskowicz (1858–1937). Ostatnimi właścicielami Iszczołny przed 1939 rokiem były jego dzieci.
W czasie III wojny północnej wieś została zajęta przez wojska szwedzkie, które zniszczyły tutejszy kościół, rozbijając również jego dzwony.
W czasie powstania kościuszkowskiego w okolicach tutejszej wsi i na drodze do Szczuczyna odbyło się kilka potyczek między powstańcami i wojskami carskimi, w wyniku których powstańcy ponieśli znaczne straty.
Po III rozbiorze Polski w 1795 roku Iszczołna, wcześniej należąca do powiatu lidzkiego województwa wileńskiego Rzeczypospolitej, znalazła się na terenie ujezdu lidzkiego guberni wileńskiej Imperium Rosyjskiego. Tuż obok siebie istniały miasteczko i wieś o tej samej nazwie. Po ustabilizowaniu się granicy polsko-radzieckiej w 1921 roku Iszczołna, istniejąca już jako jedna miejscowość, wróciła do Polski, znalazła się w gminie Szczuczyn w powiecie lidzkim województwa nowogródzkiego. 29 maja 1929 roku gmina weszła w skład nowo utworzonego powiatu szczuczyńskiego w tymże województwie. Od 1945 roku – w ZSRR, od 1991 roku – na terenie Republiki Białorusi.
Liczba ludności Iszczołny kształtowała się następująco:
- 1863 – 36
- 1866 – miasteczko i wieś Iszczołna łącznie liczyły 319 mieszkańców[1]
- 1897 – 119
- 1921 – we wsi (miejscowość straciła status miasteczka) mieszkało 60 osób, a w folwarku – 140[6]
- 1939 – 423
- 1940 – 65 osób w folwarku i 87 osób w majątku
- 1995 – 90
- 2001 – 76
- 2009 – 47[7].

## Kościół Przenajświętszej Trójcy
Na zboczu wzgórza zachował się do dziś barokowy kościół, niegdyś stojący u początków alei wjazdowej do dworu. Ma dwuwieżową fasadę. Został zbudowany w 1758 roku przez Józefa Wahla i Mariannę z Więckowiczów, o czym informuje napis na tablicy wmurowanej w lewej ścianie świątyni. Wnętrze jednonawowego budynku z pięciokątną apsydą miało kiedyś bogate wyposażenie. Ołtarz z rokokowymi rzeźbami i ambona wykonane w 1761 roku wskazują na ten sam warsztat wykonawczy, który pracował przy ołtarzu w kościele franciszkanów w Drohiczynie nad Bugiem. Posadzka wyłożona była kamiennymi płytami, ołtarze były ze stiuku. Przed ołtarzem głównym było wejście do podziemi, w których chowano dziedziców Iszczołny.
Obok stoi XIX-wieczna wieża dzwonnicy.
Po południowej stronie kościoła znajduje się zegar słoneczny. Ma kształt kamiennego walca o wysokości 1 m i średnicy pół metra, na szczycie którego przymocowany jest miedziany cyferblat o średnicy 30 cm, na którym wygrawerowano nazwisko twórcy (J. Malecki), miejsce produkcji (Wilno) i szerokość geograficzną Iszczołny (54°41’2”) według ówczesnej wiedzy. Trójkątny wskaźnik, kiedyś wskazujący na biegun niebieski jest wyłamany.
Kościół jest historyczno-kulturalnym zabytkiem Białorusi o numerze w rejestrze zabytków 412Г000631.

## Nieistniejący dwór
Karol Laskowicz wzniósł nowy, późno-klasycystyczny dwór w 1808 roku. Był to budynek jedenastoosiowy, parterowy, o planie bardzo wydłużonego prostokąta, na wysokich suterenach. Głównym, centralnym akcentem elewacji frontowej był portyk, którego dwie pary toskańskich kolumn podpierały zaokrąglony fronton. Płytki portyk przylegał do pięcioosiowego ryzalitu. Do portyku wiódł podwyższony i umocniony murem oporowym podjazd. Elewacja ogrodowa była podobna do frontowej, z tym że zamiast portyku była tu ćwierćkoliście wygięta (wypukła) część środkowa, do której przylegała weranda, z dachem wspartym na dwóch kolumnach. Dom przykrywał wysoki, gładki, czterospadowy dach z czterema masywnymi kominami.
Wnętrze miało układ dwutraktowy z korytarzem rozdzielającym pomieszczenia po prawej stronie, oraz amfiladami w obu częściach. Wewnątrz było kilka wielkich pomieszczeń: centralna owalna sala jadalna i balowa (od strony ogrodu), duży salon i biblioteka. W bibliotece trzymano wiele cennych dzieł, w tym XVI-wieczne, do najcenniejszych należały: Kronika konfliktu Jana Długosza, Volumina Legum, Diariusze sejmowe, Statuty litewskie, Herbarze Paprockiego i Niesieckiego, kilka starych modlitewników. Książki te miały oprawy drewniane, obciągnięte pergaminem, z metalowymi okuciami lub z brązowej skóry ze złoceniami. W bibliotece było też wiele oryginalnych listów z podpisami królów, hetmanów i innych sławnych postaci. Były tu przechowywane bogate zbroje wojskowe, w tym kompletny, bogaty rząd koński. Większość tych skarbów przetrwała I wojnę światową, ale wszystko przepadło w czasie II wojny światowej.
W pobliżu domu stał szereg budynków gospodarczych: na lewo oficyna wykończona przez Jana Wahla w 1743 roku, barokowy budynek o cennej architekturze, służący za skarbiec. Po drugiej stronie dziedzińca – piętrowa oficyna, a obok niej jeszcze jeden budynek, służący m.in. jako psiarnia i suszarnia. 
Ten kompleks dworski był otwarty na dziedziniec, po którego drugiej stronie był duży, kwadratowy, stale czyszczony staw. Natomiast za oficyną i psiarnią stały stajnie, powozownie, kuźnia, a dalej zabudowania folwarczne.
Do dworu prowadziła główna droga wjazdowa od strony kościoła i wsi, obsadzona jesionami. Wzdłuż niej stały cieplarnia i piwnica przeznaczona na dojrzewanie starki.
Najstarsza część parku, otaczająca skarbiec pochodziła z XVIII wieku, Karol Laskowicz około 1810 roku, po wybudowaniu dworu założył od jego strony ogrodowej nową część parku, na planie prostokąta alei lipowych. Piękny park zachował się do 1939 roku, znajdowały się w nim prawie wszystkie gatunki drzew, które udaje się utrzymać w klimacie białoruskim. W stawach hodowano karpie i karasie.
Dwór został zniszczony w czasie II wojny światowej, pozostały ruiny niektórych zabudowań gospodarczych, resztki parku i prostokątny staw.
Majątek Iszczołna został opisany w 4. tomie Dziejów rezydencji na dawnych kresach Rzeczypospolitej Romana Aftanazego.